# Sebastián Soria

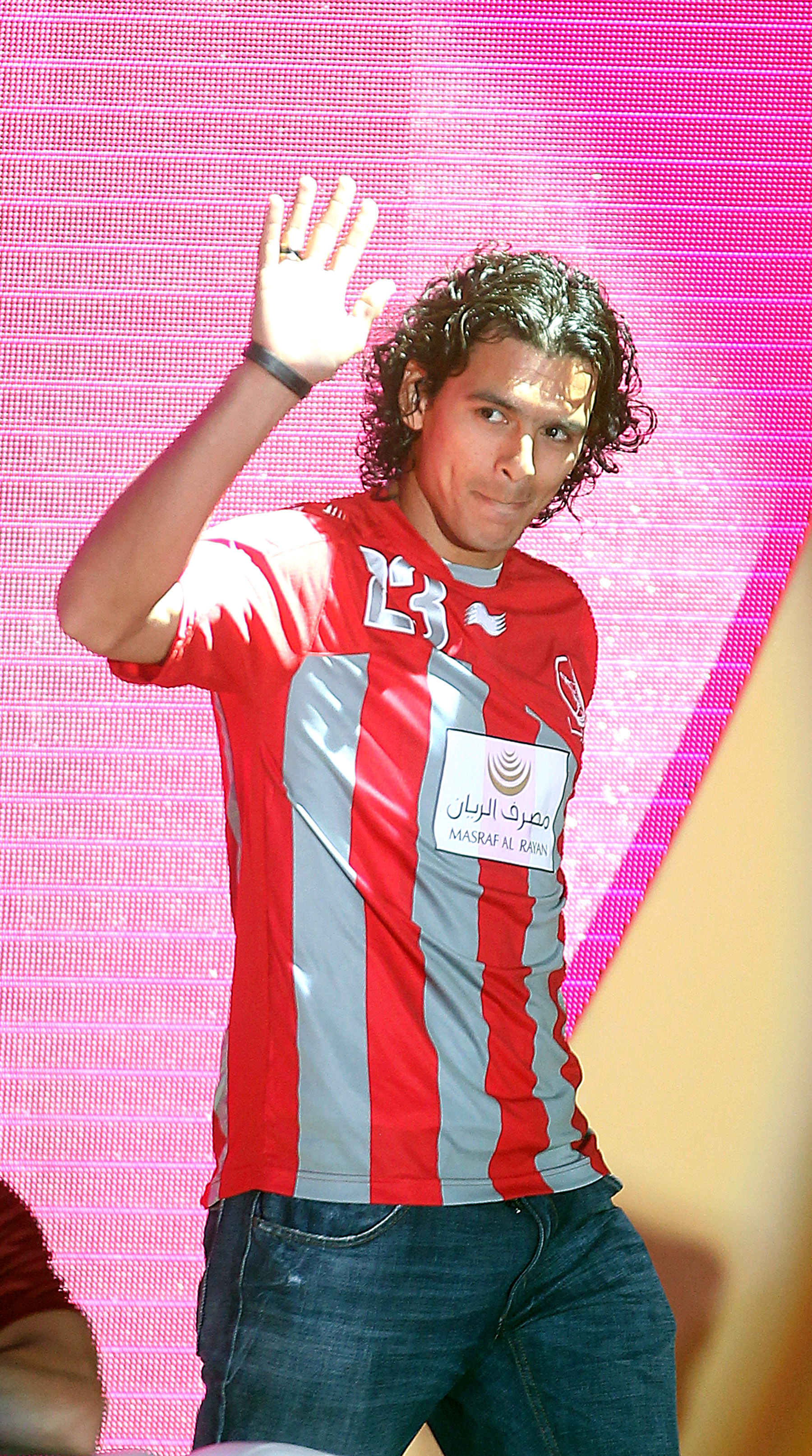
Soria bei einer Veranstaltung der Qatar Stars League

Andrés Sebastián Soria Quintana (arabisch اندريس سيباستيان سوريا كوينتانا; * 8. November 1983 in Paysandú, Uruguay) ist ein uruguayisch-katarischer Fußballspieler.

## Karriere

### Verein
Soria wurde in der Stadt Paysandú in Uruguay geboren. Dort war er mindestens im Jahr 2002 bei Centenario in der Liga Departamental de Fútbol de Paysandú aktiv und erzielte neun Saisontore. Zu jener Zeit spielte er auch in der Departamento-Auswahl von Paysandú. Seine Profikarriere begann er 2003 bei Liverpool Montevideo in der Hauptstadt Montevideo. In der Saison 2003 weist die Statistik für ihn 26 Erstligabegegnungen mit seiner Beteiligung und drei Tore für ihn aus. Bereits im Dezember 2003 wurde Soria mit einem möglichen Wechsel nach Italien oder Spanien in Verbindung gebracht. In der Spielzeit 2004 traf er für Liverpool fünfmal bei 16 Einsätzen. In jenem Jahr wechselte er nach Katar. Teilweise wird als erster Arbeitgeber im Emirat Al-Elethad geführt. Im Folgejahr stand er in Reihen von Al-Gharafa. Bei Al-Gharafa sind 26 Ligaspiele und 14 Tore für ihn verzeichnet. Danach wechselte er 2005 innerhalb Katars zum Qatar SC. Insgesamt werden ihm bei dieser Station für die Katarer 150 Ligaeinsätze und 100 Treffer zugeschrieben (2005/06: 25 Spiele/19 Tore; 2006/07: 21/9; 2007/08: 23/17; 2008/09: 23/19; 2009/10: 18/15; 2010/11: 20/12; 2011/12: 20/9). Allerdings existieren für die Saison 2008/09 unterschiedliche Angaben über die Anzahl der erzielten Tore. Danach werden ihm dort nur 18 Treffer zugerechnet. In jener Zeit wurde er 2008 für die Wahl zum Fußballer des Jahres in Asien nominiert. Seit der Saison 2011/12 spielt er für Lekhwiya. Mit der Mannschaft gewann er die Meisterschaft der Qatar Stars League in der Spielzeit 2013/14. Dort kam er in 64 Ligaspielen zum Einsatz und schoss 42 Tore. Zudem stehen 19 Einsätze und acht Tore in der AFC Champions League und einer (kein Tor) im Stars Pokal für ihn zu Buche. Anfang Juli 2015 wechselte er zum Al-Rayyan SC. Bislang (Stand: 11. Juli 2017) absolvierte er dort 47 Ligaspiele und erzielte 16 Treffer und kam sechsmal (ein Tor) in der AFC Champions League zum Einsatz. Im März 2017 wurde bekannt, dass er seinen Vertrag bis 2019 verlängert habe.

### Nationalmannschaft
Soria wurde, nachdem er bereits während seiner Zeit in Montevideo bei Liverpool Montevideo dem Umfeld der uruguayischen Nationalmannschaft angehört hatte und vom Trainer Juan Ramón Carrasco zumindest für Lehrgänge des A-Teams nominiert worden war, nach seinem Wechsel ins Ausland in Katar eingebürgert und zunächst U-23-Nationalspieler im Emirat. Er soll sieben U-23-Länderspiele mit sechs Länderspieltoren für Katar absolviert haben. Er debütierte am 15. November 2006 bei der 0:2-Niederlage gegen Usbekistan in der A-Nationalmannschaft Katars. Bis zu seinem vorläufig letzten Einsatz am 14. Oktober 2014 bestritt er 101 Länderspiele und erzielte 29 Tore. Hinzu kommen elf weitere, nicht als offizielle A-Länderspiele anerkannte Nationalmannschaftseinsätze, bei denen er weitere fünf Tore schoss. Mit Katar nahm er an den Fußball-Asienmeisterschaften 2007 und der 2011, den Panarabischen Spielen 2011 sowie am Golfpokal 2007, 2009, 2010 und 2013 teil. Er ist (Stand: 19. November 2013) Rekordtorschütze Katars. Soria wirkte zudem bereits als Mannschaftskapitän der katarischen Nationalelf. Während eines Teils seiner Länderspielkarriere für Katar war Sorias uruguayischer Landsmann Jorge Fossati verantwortlicher Cheftrainer der katarischen Auswahl.

## Erfolge
- Katarischer Meister: 2013/14, 2014/2015, 2015/2016
- Qatar Cup Sieger 2013, 2015
- Katarischer Ligapokalsieger 2018

## Auszeichnungen
Qatar Stars League
- Torschützenkönig: 2012/13